# Katrin Klujber
Dans le nom hongrois Klujber Katrin, le nom de famille précède le prénom, mais cet article utilise l’ordre habituel en français Katrin Klujber, où le prénom précède le nom.
Katrin Klujber, née le 21 avril 1999 à Dunaújváros, est une handballeuse internationale hongroise évoluant au poste d'arrière droite.

## Palmarès

### Club
compétitions internationales
- Finaliste de la Ligue des champions en 2023
- vainqueur de la Coupe de l'EHF (C3) en 2016 (avec Dunaújvárosi Kohász KA)

Compétitions nationales
- Championnat de Hongrie
  - Vainqueur (2) : 2021, 2024
  - Vice-champion (3) : 2019, 2022, 2023
- Coupe de Hongrie
  - Vainqueur (3) : 2022, 2023, 2024

### Sélection nationale
autres
- vainqueur du championnat du monde junior en 2018
- troisième du championnat d'Europe junior en 2017[2],[3]
- 5e place du championnat du monde jeunes en 2016[4]
- troisième du championnat d'Europe jeunes en 2015[5]

### Distinctions individuelles
- élue meilleure arrière droite du championnat d'Europe junior 2017[6]
- élue meilleure arrière droite du Championnat d'Europe 2022